# آندرس سگوبیا
آندرس سگوبیا با نام کامل «آندرس سگوبیاتورِس» (به اسپانیایی: Andrés Segovia Torres, Marqués de Salobreña) ‏(۲۱ فوریه ۱۸۹۳ – ۲ ژوئن ۱۹۸۷) یکی از بزرگ‌ترین گیتاریست‌های سبک کلاسیک بود.

## زندگی
او که در شهر لینارس اسپانیا به دنیا آمد به پدر حرکت جهانی گیتار کلاسیک مدرن معروف است.
او بخاطر شناساندن و مشارکتی که در معرفی گیتار کلاسیک نمود، در ۲۴ جون ۱۹۸۱ توسط پادشاه خوان کارلوس اول به لقب «برجسته‌ترین لرد مارکیز از سالوبرنیا» مفتخر گردید.
او نواختن گیتار را از شش سالگی شروع کرد. اولین گیتاری که داشت گیتاری بود که متعلق به گیتاریست مشهور «پاکو دِ لوسنا Paco de Lucena» ‏(۱۸۸۲–۱۹۵۲) بود، که پس از مرگ پاکو دِ لوسنا به سگوبیا که در آن زمان پنج ساله بود رسید.
در جوانی او به شهر گرانادا رفت و در آنجا شروع به تحصیل در رشته گیتار نمود.
اولین نمایشی که اجرا کرد در سن ۱۶ سالگی در اسپانیا بود. چند سال بعد در کنسرتی که در مادرید به نمایش گذاشت قطعاتی از فرانسیسکو تارگا و یوهان سباستین باخ را که خود او تنظیم کرده بود اجرا کرد.
اگرچه او همواره از طرف فامیل و همشاگردیهایش مورد بی مهری قرار می‌گرفت ولی با تلاش و پشتکار به ادامه کار خود پرداخت.
کار او تفاوت تکنیکی مشخصی با تارگا و دیگر پیروانش داشت.
سگوبیا با تشویق معلمش میگل لوبت که او را در تنظیم و اجرای قطعاتی به‌وسیله پیانو یاری کرد، با جراتی عجیب کار نواختن گیتار را با انگشتان و ناخن‌هایش که موجب می‌شد صدایی تند و تیز ایجاد کند دنبال کرد، و به کمک این تکنیک دامنه صداهایی که می‌توانست ایجاد کند به مراتب بیشتر از آنی بود که به تنهایی با انگشتان یا با ناخن بشود ایجاد کرد.
این بحث که استفاده از انگشتان و ناخن‌ها برای نواختن گیتار یا استفاده از گوشت نوک انگشتان برای ایجاد صداهای آرام کدامیک بیشتر مورد توجه هست همیشه بین نوازندگان گیتار کلاسیک مطرح بوده‌است...................................